# Jaderná elektrárna Namie-Odaka
Jaderná elektrárna Namie-Odaka (japonsky 上関原子力発電所, Namie-Odaka genširjoku hacudenšo) byla plánovaná jaderná elektrárna v Japonsku. Měla se nacházet poblíž měst Namie a Minamisoma v prefektuře Fukušima.Elektrárnu měla vlastnit a provozovat společnost Tōhoku Electric Power Company. Plán na výstavbu elektrárny byl zrušen v roce 2013 po havárii elektrárny Fukušima Dajiči v roce 2011.

## Historie a technické informace

### Počátky
Kolem roku 1960, než byly zveřejněny plány ma výstavbu elektrárny, provedla prefektura Fukušima průzkum lokality pro jadernou elektrárnu a jmenovala město Namie jako jedno z kandidátských míst. Tehdy však byly plány změněny a bylo rozhodnuto postavit jadernou elektrárnu Fukušima Dajiči.
Později, v roce 1967 se však městská rada města Namie rozhodla přilákat investora pro jadernou elektrárnu. Odpůrci plánu však při diskuzi u kulatého stolu upozornili na to, že nebylo dostatečně zohledněno zveřejnění plánu široké veřejnosti a bylo řečeno, že obyčejní obyvatelé města se o plánu poprvé dozvěděli 5. ledna 1968, když guvernér prefektury Fukušima Morie Kimura pronesl novoroční projev v televizi. Byla vytvořena „Aliance proti jaderné elektrárně Namie-Odaka“, která se soustředila kolem obyvatel měst Namie a Odaka, odborů, Socialistické strany Japonska a dalších. Zároveň se aliance snažila zabránit prodejů pozemků společnosti Tōhoku Electric Power Company pro stavbu elektrárny tím, že členové aliance přepsali své pozemky na vzniklé hnutí, čímž je bez souhlasu všech učinili neprodejnými.
V původních plánech vypracovaných v 70. letech 20. století měla být elektrárna umístěna výhradně u města Namie. Dále projekt počítal s možností postavit čtyři reaktory, ale zpočátku se počítalo pouze s jedním. Později byla elektrárna posunuta blíže ke městu Odaka, protože se určitá oblast kolem elektrárny musí vybydlet. Z toho vznikl novější název elektrárny. Ještě v 70. letech se očekávalo, že se elektrárna začne stavět v roce 1977. Rozhodnutí se ale rok co rok odkládalo.
Do konce 80. let se opoziční hnutí zmenšilo na 17 členů. Zároveň však ale posílilo svou jednotu. Vedení hnutí prohlásilo, že nejlepší spojenec pro proti-atomové hnutí je jaderná havárie, za což bylo ale pokáráno, protože tím v podstatě naznačilo, že by bylo lepší, kdyby došlo k havárii. Později bylo však odhaleno, že do roku 1997, těsně před smrtí vůdce aliance, sám přepsal všechny své pozemky na své jméno a následně je prodal společnosti Tōhoku Electric Power Company za dvojnásobek ceny, která mu byla původně nabídnuta.

### 90. léta a havárie elektrárny Fukušima Dajiči
V roce 1999 se očekávalo, že elektrárna by mohla zajájit provoz v roce 2008. Přípravné práce na místě však započaly až v roce 2011 a komerční provoz byl předpokládán v roce 2018. Kvůli tomu bylo dokonce rozhodnuto předčasně vyřadit z provozu 7 konvenčních tepelných elektráren. Poslední harmonogram počítal se zahájením stavby v roce 2017 a uvedením do provozu v roce 2023.
Dne 11. března 2011 došlo k jaderné havárii v elektrárně Fukušima Dajiči v důsledku zemětřesení a následného tsunami. V reakci na tuto situaci městská rada města Namie jednomyslně schválila na svém pravidelném prosincovém zasedání městské rady konaném ve městě Nihonmacu zcela stáhnout své usnesení o přilákání jaderné elektrárny Namie-Odaka. Toto usnesení zcela ruší usnesení z května 1967 o přilákání jaderné elektrárny do města.
Dne 28. března 2013 společnost Tōhoku Electric Power Company oficiálně opustila plány na výstavbu jaderné elektrárny Namie-Odaka a usoudila, že vznikl silný odpor vůči zařízení kvůli dopadům jaderné havárie elektrárny Fukušima. Veškeré pozemky zakoupené pro elektrárnu byly následně bezplatně převedeny na město Namie.
Elektrárna měla disponovat jedním varným reaktorem BWR-5 s výkonem okolo 825 MW. Plány na výstavbu reaktoru byly zrušeny 28. března 2013.

## Informace o reaktorech
| Reaktor       | Typ reaktoru  | Výkon                     | Výkon                     | Zahájení výstavby                 | Připojení k síti                  | Uvedení do provozu                | Uzavření |
| Reaktor       | Typ reaktoru  | Čistý                     | Hrubý                     | Zahájení výstavby                 | Připojení k síti                  | Uvedení do provozu                | Uzavření |
| ------------- | ------------- | ------------------------- | ------------------------- | --------------------------------- | --------------------------------- | --------------------------------- | -------- |
| Namie-Odaka-1 | BWR-5 218-560 | 825 MW (čistý nebo hrubý) | 825 MW (čistý nebo hrubý) | plánování zrušeno 28. března 2013 | plánování zrušeno 28. března 2013 | plánování zrušeno 28. března 2013 |          |